# Yellowknife (Volk)
Die Yellowknife oder T'atsaot'ine (auch Tatsanottine ‚Leute des Wasser-Auswurfs‘, einer bildlichen Umschreibung des im Fluss vorkommenden Kupfers) sind eine kanadische First Nation und gehören zu den fünf Gruppen der Dene (Dené), die sprachlich zu den Nördlichen Athapasken der Na-Dené-Sprachfamilie zählen. Die Dene (Dene ist der unter Athapasken übliche Begriff für ‚Volk‘) der kanadischen Nordwest-Territorien sowie in Nunavut, umfassen neben den Yellowknife, die  Chipewyan (Denesuline), Dogrib (Tłı̨chǫ oder Thlingchadinne), die South Slavey (Deh Cho) sowie North Slavey (Sahtu Dene oder Sahtu).
Die Diné (‚Navajo‘) und Apachen (T'Inde, Inde, N'de, N'ne) haben ähnliche Namen wie die Dené, zählen sie doch zu den Südlichen Athapasken.
Die Yellowknife lebten in den Wald- und Seengebieten nördlich und östlich des Großen Sklavensees (Great Slave Lake), entlang des Coppermine und Yellowknife River nordöstlich bis zum Contwoyto Lake, Nunavut. Ihr Gebiet grenzte an das der Copper und Caribou Inuit entlang des Back Rivers im Norden sowie des Thelon River im Nordosten. Im Westen lebten entlang des nördlichen Ufers des Großen Sklavensees (Great Slave Lake) bis nach Norden zum Großen Bärensee (Great Bear Lake) die feindlichen Dogrib.

## Namensherkunft
Die Bezeichnung Yellowknife (‚Gelbmesser‘), Red Knife (‚Rotmesser‘) oder Red Indians (‚Rote Indianer‘) gaben europäische Pelzhändler den Tatsanottine, da diese Kupfermesser benutzten, deren Klingen rot-gelblich schimmerten. Da es in ihrem traditionellen Gebiet, besonders entlang des Coppermine River (‚Kupferminen-Fluss‘), große Kupfervorkommen gab, wurden sie oft einfach auch als Copper Indians (‚Kupfer-Indianer‘) bezeichnet. Sie dürfen aber nicht mit den ebenfalls zu den Athapasken zählenden Ahtna (Ahtena, Atna), die als Halbnomaden entlang des Copper River (Ahtna-kohtaene ‚Kupfer-Fluss‘) im südlichen Alaska lebten, und die von den Europäern ebenfalls als Copper Indians bezeichnet wurden, verwechselt werden. Die Yellowknife bezeichneten sich oft einfach als Dene (‚Volk‘) oder auch als Acha'otinne (‚Waldland-Volk‘).

## Kultur und Lebensweise
Wie benachbarte subarktische Völker auch, zogen die Yellowknife in kleinen Gruppen (engl. bands), bestehend aus einer oder mehreren Großfamilien (engl. extended families), nomadisierend durch ihr Stammesgebiet, jagten Wild (Karibus, Moschusochsen, Elche), lebten vom Fischfang (insbesondere Lachse) sowie vom Sammeln von Wurzeln, Beeren und Flechten. Für ihre Kleidung sowie später als Handelsgut im Pelzhandel jagten sie zudem Vielfraße, Minks, Hermeline, Biber und Otter. Obwohl die Yellowknife bis ins 19. Jahrhundert einer der bedeutendsten und bevölkerungsreichsten Dene-Stämme neben Chipewyan waren, bildeten sie keine „Stämme“ im kolonialen Sinn und waren nur lose in kleinen Gruppen organisiert.
In ihrer Lebensweise ähnelten sie hierbei stark ihren traditionellen Feinden im Westen, den Dogrib, sowie den weiter südlich lebenden Chipewyan – oft wurden sie gar als eine Untergruppe der Chipewyan angesehen. Jedoch in einem schienen sich die Yellowknife von den benachbarten Völkern zu unterscheiden – denn sie wurden als kühne und wagemutige Krieger sowie als skrupellos und lasterhaft beschrieben, die die Gutmütigkeit ihrer Nachbarn oft zu ihrem Vorteil nutzten, und anmaßende und selbstherrliche Handlungen gegenüber diesen begingen. Aus Vergeltung wurden die Yellowknife schließlich von den benachbarten Völkern mit Rachezügen überzogen und langsam dezimiert.
Neben den Dogrib im Westen und den Chipewyan sowie den auf Sklavenjagd unter den Dene-Stämmen gehenden Cree im Süden, gehörten auch verschiedene Gruppen der Copper Inuit (Kitlinermiut) zu ihren traditionellen Feinden, besonders die Haningayogmiut (oder Kaernermiut) entlang des Back River und Kogluktogmiut (auch Kogloktogmiut) entlang des Unterlaufs des Coppermine Rivers. Trotz der feindlichen Stämme, besaßen die Yellowknife – gleich anderen Dene – kein System der organisierten Kriegsführung mit Militär- und Kriegsgesellschaften, da sie in ihrer Kultur traditionell individuelle Freiheit hochschätzten. Die Häuptlinge hatten zudem nur begrenzte Autorität, die auf ihrer Führungsqualität, Urteilsfähigkeit sowie Großzügigkeit beruhte.

## Geschichte

### Handelsmonopol der Nehiyaw-Pwat
Im 17. und 18. Jahrhundert standen Franzosen und Engländer um die Hudson Bay in scharfer Konkurrenz um die Pelze von Füchsen, Bibern und Bisamratten.
Jedoch hatten Swampy Cree und Woodland Cree ab 1670, durch die Errichtung der Handelsstation York Factory der Hudson’s Bay Company bereits früher Kontakt zu den europäischen Händlern und deren Produkten (Eisenwaren, Waffen, Munition, Perlen) und somit einen unmittelbaren militärischen Vorteil gegenüber benachbarten Stämmen. Die südlich lebenden Assiniboine bildeten daraufhin mit den Cree (Anfang des 18. Jahrhunderts kamen die west- und südwestwärts gezogenen Plains Ojibwa hinzu) eine starke Militärallianz, die als „Iron Confederacy“ bezeichnet wurde – die Cree nannten die Allianz jedoch Nehiyaw-Pwat (in Cree: Nehiyaw ‚Cree‘ und Pwat oder Pwat-sak ‚Sioux (Feinde)‘).
Dies ermöglichte es den Nehiyaw-Pwat ab 1680 ein umfangreiches Kanu-Handelssystem entlang des Winnipegsees und des Nelson River, des Rainy Lake, des Lake of the Woods, des Winnipeg River und vom Lake Winnipeg nordostwärts bis zur York Factory an der Hudson Bay aufzubauen. Viele Cree-Gruppen siedelten sich in der Nähe der Handelsstationen an, um so zunächst an die für sie wichtigen Güter (besonders Gewehre, Munition, Metallwaren, Messer, Ahlen, Äxte, Tomahawks, Kessel, Tabak und Alkohol) zu gelangen, um dann den Zwischenhandel mit den Völkern im Westen (Blackfoot, Gros Ventre, Sarcee), im Norden (Chipewyan, Dogrib, Daneẕaa (früher Beaver genannt), Slavey, Yellowknife) und im Süden (Hidatsa, Mandan) möglichst zu monopolisieren. So etablierten die Nehiyaw-Pwat ein Handelsmonopol mit den First Nations abseits der Forts um Pelze, die sie den Europäern, vor allem der Hudson’s Bay und der North West Company anbieten konnten. Ohne die Cree und Assiniboine, die die Kontrolle über die einzigen Transportwege, die mit den sogenannten Pelzhandelskanus befahrenen Flüsse und Seen, innehatten, hätte es den Pelzhandel nie gegeben.
Gleichzeitig gestattete ihnen die bessere Waffenausrüstung die Expansion nach Westen und Norden – wobei sie militärisch gegen die Chipewyan, Daneẕaa und Slavey im Norden und die Dakota im Süden (1670–1700) vorgingen. Viele Cree verließen nun den Hudson-Bay-Raum (ab etwa 1740), wo die Pelzhandelsgesellschaft eine erste Handelsstation am Waswanipi Lake eingerichtet hatte. Neben der Errichtung eines Handelsmonopols erlaubten die britischen und französischen Gewehre den Cree zudem ab 1670 auf Sklavenjagd unter den benachbarten Stämmen zu gehen, besonders die als nicht so wehrhaft geltenden Dene im Norden, wie Slavey, Chipewyan und Yellowknife, wurden Opfer von Sklavenjagden. Der Pelzhandel verschärfte die bereits existierenden Konflikte um die Ressourcen der Region zwischen den Chipewyan und Cree (von den Chipewyan als ena ‚Feind‘ bezeichnet), nur mehr.

### Ausgleich und Allianz mit den Nehiyaw-Pwat
Thanadelthur (‚Marten Jumping‘), eine junge Chipewyan (nach mancher Überlieferung eine Slavey), wurde 1713 von plündernden Stoßtrupps der Cree am Großen Sklavensee geraubt. Als ihr jedoch 1714 die Flucht gelang, führte sie William Stewart, einen Händler der HBC, und 150 Cree zum Ostufer des Großen Sklavensees und vermittelte Frieden zwischen Chipewyan und Cree. Daraufhin errichtete die HBC 1717 den Handelsposten Fort Prince of Wales am Churchill River und ermöglichte somit den Chipewyan erstmals direkten Zugang zu einem europäischen Handelsposten als auch den Cree einen ungestörten Zwischenhandel zwischen der HBC und dem Nordwesten.
Die Chipewyan und Cree knüpften zwischen 1716 und 1760 friedliche Kontakte und schlossen eine Allianz gegen ihre gemeinsamen Feinde, den Inuit, die sie hotel ena ‚Feinde der (Tief-)Ebenen‘ nannten, Dogrib, Slavey und Yellowknife – die sie vom direkten Kontakt zu den Handelsposten fernhalten wollten, um ihre Position als Zwischenhändler zu behaupten.
Nachdem nun auch die Chipewyan mit Gewehren durch die Pelzhandelskompanien bewaffnet waren, dominierten sie im 18. Jahrhundert ihre athapaskischen Nachbarn, die Dogrib und die Yellowknife, verwehrten ihnen den Zugang zu den Pelzhandelsstationen und zwangen sie, ihnen die Pelze zu verkaufen. Manche Chipewyan-Gruppen zogen weiter nach Norden in die borealen Wälder, um dort zu jagen und Fallen zu stellen, da diese Gebiete mehr für den Handel wichtige Pelztiere aufwiesen. Andere Chipewyan hielten sich vom Handel und den Stützpunkten der Europäer fern und behielten ihre traditionelle Lebensweise als Jäger und Sammler bei. Zwischen 1781 und 1784 beendete jedoch eine Blatternepidemie ihre Vorherrschaft über die benachbarten Dene-Stämme, da ihr zwischen 50 und 90 Prozent der Chipewyan zum Opfer fielen.

### Pelzhandel, Seuchen, Kriege
1770 traf Samuel Hearne erstmals auf Gruppen von Yellowknife, als er das Gebiet im Auftrag der Hudson’s Bay Company für den Pelzhandel öffnen wollte. Als jedoch der Pelzhandel nach Westen bis zum Großen Sklavensee im späten 18. und frühen 19. Jahrhundert expandierte, nutzten nun auch die Yellowknife ihren strategischen Ortsvorteil und vertrieben für kurze Zeit die Dogrib aus dem Gebiet entlang des Yellowknife River. Anfang des 19. Jahrhunderts waren die Yellowknife bereits durch von Weißen und Tlingit-Händler eingeschleppte Seuchen, kriegerische Konflikte um den Zugang zum Pelzhandel sowie durch Hunger stark dezimiert. Zudem erschwerten die durch europäische Händler eingeführten eisernen Waren, den Yellowknife das Überleben, da sie nun nicht mehr ihre kupfernen Messer, Äxte und andere Werkzeuge, im Tausch gegen Nahrung, bei benachbarten Stämmen eintauschen konnten.
1823 überfiel ein Kriegstrupp der Dogrib als Vergeltung für ihre Vertreibung vom Yellowknife River ein Lager der bereits geschwächten Yellowknife am Großen Bärensee und zwang diese, ihre traditionellen Karibujagdgründe in dieser Region aufzugeben und bei den Chipewyan Schutz zu suchen. Manche Yellowknife schlossen sich auch den Dogrib an.

## Heutige Situation der Yellowknife
Nach der Entdeckung von Gold in der Region rund um Yellowknife (in Dogrib: Somba K'e ‚da, wo das Geld ist‘), versammelten sich Dogrib, Chipewyan und Mitglieder der Yellowknife und ließen sich in der heutigen Stadt Yellowknife oder in der traditionellen Siedlung Dettah (auch Detah ‚Burnt Point‘, der Dogrib-Bezeichnung eines traditionellen Fischer-Camps, im Englischen Trout Rock ‚Forellen-Fels‘) nieder. Mit öffentlichen Regierungsmitteln wurde in den 1950er Jahren die Yellowknife-Siedlung N'Dilo (sprich: ‚Dee-Low‘) an der Spitze der Latham Insel errichtet. In beiden Siedlungen wohnen viele Yellowknife mit Dogrib-Abstammung sowie einige Chipewyan. In den 1990er Jahren schlossen sich die First Nations von Dettah und N'Dilo zur Yellowknives Dene First Nation zusammen. Nachkommen der Yellowknife, die zu den Chipewyan geflüchtet waren, zählen heute zu den Deninu K'ue First Nation (engl. Aussprache: ‚Deneh-noo-kweh‘ = ‚Volk der Elch-Insel‘, früher auch ‚Fort Resolution Dene‘) und Lutsel K'e Dene First Nation (sprich: ‚Loot-sel-kay‘, auch Łutsel K'e ‚Ort des Łutsel-Fisches‘).

### First Nations
Alle heutigen First Nations, denen Nachkommen der Yellowknife angehören, sind in der Akaitcho Treaty 8 Tribal Corporation und im Akaitcho Territory Government organisiert.
- Yellowknives Dene First Nation: Sie nennen sich Weledeh Yellowknives Dene, abgel. von weleh ‚Weißlachs‘ (engl.: Inconnu) und deh ‚Fluss‘, die Stammesmitglieder sprechen den Dettah-Ndilo Dialekt von Tłįchǫ Yatıì, der sich auf Grund der Heiraten zwischen meist Woóle Dee Got'ɻi (‚Inconnu River People‘) der Tłįchǫ sowie den Yellowknife und Chipewyan entwickelte und nennen sich selbst Weledeh Yellowknives Dene (abgel. von weleh ‚Weißlachs‘ (engl.: Inconnu) und deh ‚Fluss‘), Reservate: Dettah Settlement, Ndilo Settlement, Yellowknife Settlement, Bevölkerung: 1.408.[12][13]
  - Dettah Yellowknives Dene First Nation: Die Siedlung Dettah liegt am nördlichen Ufer des Great Slave Lakes, außerhalb der Hauptstadt Yellowknife, etwa 6,5 km per Eisstraße im Winter und rund 27 km im Sommer von der Stadt entfernt.[14]
  - N'Dilo Yellowknives Dene First Nation: Die Siedlung N'Dilo oder Ndilo liegt auf Latham Insel innerhalb des Stadtgebiets von Yellowknife, bevölkerungsreichste Siedlung der Yellowknives Dene First Nation.[15]
- Deninu K'ue First Nation: Die Siedlung Fort Resolution liegt auf einer Halbinsel südwestlich des Slave River-Delta am Südufer des Great Slave Lake, rund 150 km südlich von Yellowknife, 1786 wurde im Slave River-Delta der erste Handelsposten der North West Company gegründet, später wurde dieser in die Nähe von Moose Deer Island verlegt, jedoch wurde dieser Platz wiederum aufgegeben, als das Fort Resolution am Great Slave Lake gebaut wurde, Deninu K'ue oder Dene Nu Kwen wurden/werden alle Chipewyan (Denesuline) genannt, die traditionell zu Fort Resolution zum Handeln kamen, Reservat: Fort Resolution Settlement, Bevölkerung: 843.[16]
- Lutsel K'e Dene First Nation: Sie bilden heute die nördlichste Chipewyan-Gruppe; einst waren sie nomadische Karibu-Jäger. Nach der Errichtung eines Handelsposten der Hudson Bay Company in der Nähe des heutigen Lutsel K'e im Jahr 1925 siedelten sich die Chipewyan dauerhaft an, 1954 zogen sie in die heutige Gemeinde um,[17] die Siedlung Lutsel K'e (bis 1992 als Snowdrift bekannt, da die Siedlung nahe der Mündung des Snowdrift Rivers liegt) befindet sich am südöstlichen Ufer des Great Slave Lake, 190 km östlich von Yellowknife, früher als Snowdrift Band bekannt, Reservat: Snowdrift Settlement, Bevölkerung: 725.[18]